# Alina Moloci
Alina Moloci (n. 30 august 1988, în Suceava) este o handbalistă română care joacă pentru clubul SC Mureșul Târgu Mureș. 
Moloci, care evoluează pe postul de intermediar stânga, și-a făcut junioratul la Liceul cu Program Sportiv Suceava. În 2006, la vârsta de 18 ani, ea a semnat cu echipa din Târgu Mureș, care activa la acea dată în Divizia A. În 2014, Alina Moloci a fost jucătoarea care a contribuit cel mai mult la promovarea echipei sale în Liga Națională, fiind principala marcatoare a SC Mureșul Târgu Mureș în sezonul 2013-2014. Moloci a înscris 208 goluri, aproape o treime din totalul de 644 marcate de echipa sa.